# Косьцельники-Дольне
Косьцельники-Дольне (пол. Kościelniki Dolne, нім. Nieder Steinkirch) — село в Польщі, у гміні Любань Любанського повіту Нижньосілезького воєводства.
Населення — 391 особа (2011).
У 1975-1998 роках село належало до Єленьоґурського воєводства.

## Демографія
Демографічна структура станом на 31 березня 2011 року:
|          | Загалом | Допрацездатний вік | Працездатний вік | Постпрацездатний вік |
| -------- | ------- | ------------------ | ---------------- | -------------------- |
| Чоловіки | 207     | 36                 | 164              | 7                    |
| Жінки    | 184     | 26                 | 127              | 31                   |
| Разом    | 391     | 62                 | 291              | 38                   |